# Nicole Rampersaud
Nicole Rampersaud (* 17. Dezember 1981 in Toronto) ist eine kanadische Improvisationsmusikerin (Trompete, Flügelhorn).

## Wirken
Rampersaud studierte zunächst im Jazzstudiengang der University of Toronto (Bachelor); dann absolvierte sie ein Masterstudium am New England Conservatory in Boston. Erste Aufnahmen entstanden 2004 mit dem University of Toronto 10 O’Clock Jazz Orchestra und 2006 mit Bob Moses (Father’s Day B’hash). 
Seitdem arbeitet Rampersaud in der Improvisationsszene von Toronto; sie ist ein Gründungsmitglied des Improvisationstrios c_RL (mit Germaine Liu und Allison Cameron). In den folgenden Jahren spielte sie u. a. mit Anthony Braxtons Creative Orchestra (Album (Guelph) 2007), Ken Aldcroft's Convergence Ensemble und im Montreal-Toronto Art Orchestra (Ride the Wind, 2016) um Roscoe Mitchell, außerdem mit Evan Parker, Marilyn Lerner, Joe Morris, Nate Wooley, Sylvie Courvoisier, Anthony Coleman, Raven Chacon und Ig Henneman. Im Bereich des Jazz war sie Tom Lord zufolge zwischen 2006 und 2016 an sieben Aufnahmesessions beteiligt.
Rampersaud, die auch als Solistin auftritt, arbeitet musikalisch an der „Dekonstruktion der Körperlichkeit ihres Instruments, sowohl durch singendes Grunzen in das Mundstück als auch durch Knattergeräusche mit einem blechernen Dämpfer“. Auf ihrem Soloalbum Saudade, das 2023 beim Label Ansible Editions erschienen ist, ging sie noch einen Schritt weiter und ergänzte ihr individuelles Spiel mit texturierten elektronischen Arrangements.
Sie erhielt eine Reihe von Stipendien des Canada Council for the Arts und des Ontario Arts Council.

## Diskographische Hinweise
- Evan Shaw, Nicole Rampersaud, Jean Martin, Tomasz Krakowiak, Wes Neal: Halcyon Science 130410 (2011)
- AIMToronto Orchestra: Year of the Boar (2011)
- Joseph Shabason: Aytche (2017)
- Nicole Rampersaud & Marilyn Lerner: Brass Knuckle Sandwich (2021)
- Saudade (2023)